# 南垂茉莉
南垂茉莉（学名：Clerodendrum henryi）是唇形科大青属的植物，是中国的特有植物。分布于中国大陆的云南等地，生长于海拔680米至1,200米的地区，多生在沟谷密林湿润处以及低山林下，目前尚未由人工引种栽培。